# Jösse tingslag
Jösse tingslag var ett tingslag i Värmlands län i Jösse domsaga. Tingsplats var Arvika.
Tingslaget inrättades 1680 i Västersysslets domsaga. Det motsvarade Jösse härad och tillhörde Jösse domsaga från 1856.
Tingslaget uppgick den 1 januari 1971 i Arvika tingsrätt och dess domsaga.

## Ingående områden

### Socknarna i häraderna
- Jösse härad

### Kommuner (från 1952)
- Köla landskommun
- Eda landskommun
- Gunnarskogs landskommun
- Älgå landskommun
- Brunskogs landskommun
- Arvika stad